# Rancho Chico (Teksas)
Rancho Chico je naseljeno mjesto za statističke potrebe u američkoj saveznoj državi Teksas. Prema popisu stanovništva iz 2010. u njemu je živjelo 396 stanovnika.